# Deutsche Gemeindeordnung

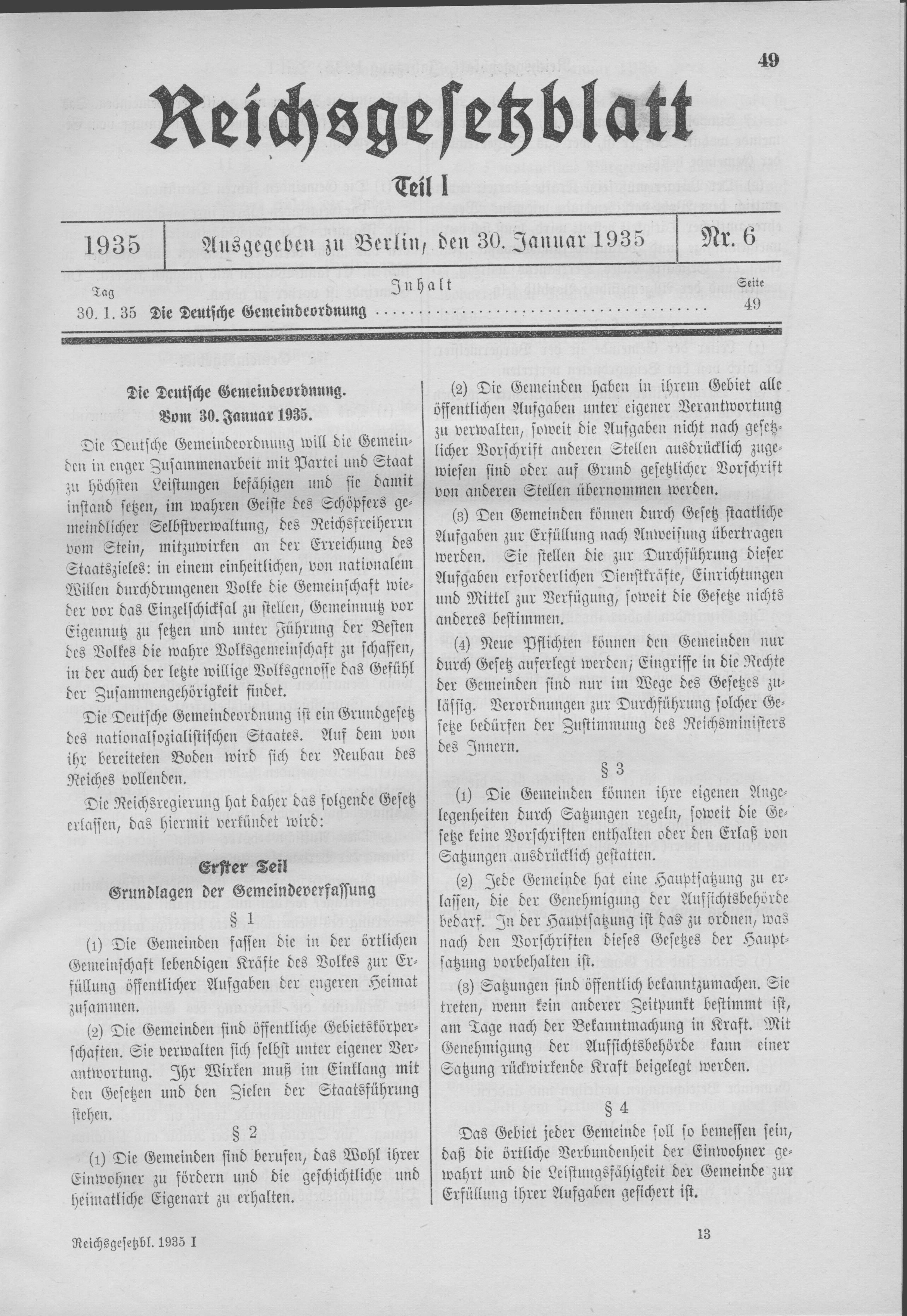
Die Deutsche Gemeindeordnung vom 30. Januar 1935, veröffentlicht im Reichsgesetzblatt vom gleichen Tage.

Die Deutsche Gemeindeordnung (DGO) vom 30. Januar 1935 (RGBl. I S. 49 ff.) löste im Deutschen Reich das zuvor geltende von den deutschen Ländern geschaffene Kommunalverfassungsrecht ab (66 verschiedene Städte- und Gemeindeordnungen für rd. 68 Mio. Einwohner in über 51.000 Gemeinden) und schuf in Deutschland eine reichsweit einheitliche, zentralistische gesetzliche Regelung. Mit der Einführung wurden die landesrechtlichen Gemeindeverfassungen (wie u. a. die Bayerische Gemeindeordnung von 1927, die Hessische Gemeindeordnung von 1931 (Volksstaat Hessen) oder das Preußische Gemeindeverfassungsgesetz von 1933) aufgehoben. Die kommunale Selbstverwaltung blieb zwar nominell als Konstrukt de jure erhalten: Sie [die Gemeinden] verwalten sich unter eigener Verantwortung, faktisch jedoch wurde sie abgeschafft: Es gab weder eine gewählte Vertretungskörperschaft (Gemeindevertretung, Gemeinderat o. Ä.) noch ein gewähltes Verwaltungsorgan (Gemeindevorstand, Bürgermeister). Wahlen durch das Volk oder vom Volk gewählter Vertreter (Abgeordnete) gab es ebenfalls nicht mehr.
„Gemeinderat“ gab es nur noch als Bezeichnung für eine Person, einen Gemeinderat als Kollegialorgan gab es nicht mehr: Das Wort „Gemeinderat“ ist nicht eine Bezeichnung für eine Versammlung, sondern eine Bezeichnung für eine Person und Die Gemeinderäte sind nicht wie die früheren Gemeindevertreter Inhaber eines Mandats, das ihnen eine politische Partei oder die Wahl der Bürgerschaft verlieh, sondern auf Grund besonderen Berufungsverfahrens ausgewählte Ehrenbeamte der Gemeinde.
Die Leiter der Gemeinde führten fortan im gesamten Deutschen Reich die Bezeichnung „Bürgermeister“ oder in den kreisfreien Städten (damalige Bezeichnung: Kreisstädte gemäß § 11 der Durchführungsverordnung zu § 32 DGO) „Oberbürgermeister“. Die Festlegung der Befugnisse und Stellung des Bürgermeisters oder Oberbürgermeisters erfolgte im Sinne des Führerprinzips (NS-Jargon: Autorität nach unten – Verantwortung nach oben) durch Berufung: Der Beauftragte der NSDAP beruft im Benehmen mit dem Bürgermeister die Gemeinderäte. ... an Stelle der Wahl durch die Bürgerschaft [muß] die Berufung der Gemeinderäte durch den Beauftragten der NSDAP [Nationalsozialistische Deutsche Arbeiter Partei], als Repräsentanten [des] Volkes treten.
Obwohl dieses Regelwerk (neben dem Gesetzestext gab es noch fünf Rechtsverordnungen zu dem Gesetz) während des Nationalsozialismus erlassen wurde und in der Gesamtbetrachtung auf die organisatorische Einordnung der Gemeinden in den Führerstaat zielt, wird teilweise die Ansicht vertreten, dass der zentrale Regelungsgehalt, insbes. der des Gemeindewirtschaftsrechts, von spezifischem nationalsozialistischem Gedankengut frei sei. Das sei für die meisten kommunalwirtschaftlichen Regelungen (§§ 60–105 DGO 1935) nach allgemeiner Forschungsmeinung als Fortentwicklung des bis dahin in Gesetzgebung und Rechtsprechung erarbeiteten Rahmens zutreffend.
Dementsprechend galten in den Westzonen und später gemäß dem Grundgesetz für die Bundesrepublik Deutschland vom 23. Mai 1949 maßgebliche Bestandteile der DGO von 1935 als Landesrecht in verschiedenen Ländern, teilweise bis Ende der 1990er Jahre. 
Gleiches gilt auch für die Sowjetische Besatzungszone Deutschlands und auch für die 1946 erlassenen Gemeindeordnungen in deren Ländern: Die dort eingeführte „Demokratische Gemeinde-Verfassung“ blieb hinsichtlich ihres Inhaltes und ihres Regelungsgehaltes nicht hinter denen der westlichen Besatzungszonen zurück. Nach Gründung der DDR wurden sie mehr und mehr ausgehöhlt. Der Rechtsstatus von allen Gemeinden im Gebiet der DDR endete 1957 endgültig, sie waren mit dem Gesetz über die örtlichen Organe der Staatsmacht vom 18. Januar 1957 sowie dem Gesetz über die Rechte und Pflichten der Volkskammer gegenüber den örtlichen Volksvertretungen juristisch „untergegangen“. Mit ihrer Bildung 1990 wurden sie de jure neu gegründet, die nunmehr eingeführten Gemeindeordnungen setzten wieder auf dem (damaligen) Bestand der DGO auf.
Insbesondere die Regelungen des Gemeindewirtschaftsrechts bilden noch heute die inhaltliche Grundlage für die Gemeindeordnungen der Länder der Bundesrepublik Deutschland.
In Österreich wurde die Deutsche Gemeindeordnung nach dem sogenannten „Anschluss“ zum 1. Oktober 1938 eingeführt und nach der Wiedererrichtung der Republik Österreich 1945 wieder aufgehoben.

## Entstehung
Die Deutsche Gemeindeordnung entstand unter maßgeblicher Mitarbeit von Carl Friedrich Goerdeler und Karl Fiehler. Sie wurde als grundlegende Reform des Kommunalverfassungsrechts erlassen. Das neue Gesetz beseitigte die unmittelbare oder mittelbare Mitwirkung der Bevölkerung an innergemeindlicher Willensbildung und übertrug weite Teile der städtischen Aufgaben an den Staat oder an die Partei. Die verbliebenen Aufgaben der Gemeinde gingen nach dem „Führerprinzip“ auf die Person des Bürgermeisters über. Obwohl Goerdeler einen ähnlichen Machtausbau immer gefordert hatte, lehnte er das Gesetz als Ganzes ab. Auf die Beteiligung der Bevölkerung wollte er nicht verzichten, ebenso beklagte er das Ende der Selbstverwaltung: „Die Zeit wird lehren, ob man auf die Dauer damit auskommt, auf jeden Befragungsakt der urteilsfähigen Bürger einer Gemeinde zu verzichten.“ Er selbst suche nach dem Mittelweg zwischen „überspitzten demokratischen Gedankengängen“ und den „uns wesensfremden faschistischen“. Die DGO bedeutete für ihn aber die „Tötung der Idee der Selbstverwaltung“.
Der Inhalt der aufsichtsrechtlichen Bestimmungen allerdings war entstehungsgeschichtlich in einem für eine Diktatur kaum vorstellbaren Maß offen und umstritten. Die Beratungen dauerten von Sommer 1933 bis Januar 1935. Dem institutionalisierten Einfluss der NSDAP auf gemeindeeigene Entscheidungen blieben enge Grenzen gesteckt. Mit der DGO wurden einheitliche kommunale Aufgabenstrukturen geschaffen sowie die Zuständigkeit für alle Angelegenheiten des gemeindeeigenen Wirkungskreises festgelegt, wie Gebietshoheit, Organisationshoheit, Personalhoheit, Finanzhoheit, Planungshoheit. Der Historiker Martin Broszat bezeichnete die Rechtsnorm in diesem Zusammenhang als eine „Reform von Rang“.

## Gemeindearten
Die Deutsche Gemeindeordnung ersetzte das bis dahin in Preußen gültige Gemeindeverfassungsgesetz vom 15. Dezember 1933 und alle anderen Gemeindeverfassungen (Städteordnungen und Landgemeindeordnungen) in den deutschen Ländern. Einzige Abweichungen von dieser einheitlichen Rechtsordnung für alle Stadt- und Landgemeinden des Deutschen Reiches waren die vorläufigen Ausnahmen der Hauptstadt Berlin und der Hansestädte Hamburg, Bremen und Lübeck.

### Städte und Gemeinden
Das Gesetz sah vor, dass alle kommunalen Einheiten auf Ortsebene die Bezeichnung „Gemeinde“ (also nicht mehr: Landgemeinde) führten. Die Gemeinden, die bisher die Bezeichnung „Stadt“ führten, behielten diese Bezeichnung. Das galt auch für die sogenannten Titularstädte, das heißt für kleinere Gemeinden, die früher nach einer Landgemeindeordnung verwaltet wurden, aber die Bezeichnung Stadt trugen.

### Gemeinden mit anderen Bezeichnungen
Im Übrigen konnten den Gemeinden in beschränktem Umfange Zusatzbezeichnungen verliehen werden, wie zum Beispiel:
- Berlin: Reichshauptstadt
- München: Hauptstadt der Bewegung
- Nürnberg: Stadt der Reichsparteitage
- Leipzig: Reichsmessestadt
- Stuttgart: Stadt der Auslandsdeutschen
- Köln: Hansestadt
- Goslar: Reichsbauernstadt
- Führerstadt Linz

## „Führerprinzip“

### Gemeindeleiter
Die „Leiter der Gemeinden“ führten reichseinheitlich die Bezeichnung „Bürgermeister“ und „Oberbürgermeister“ in einem Stadtkreis. Diese Leiter wurden nicht mehr gewählt, sondern berufen.
Die Stellen hauptamtlicher Bürgermeister und Beigeordneter waren öffentlich auszuschreiben. Im Sinne der Einheit von Partei und Staat leitete bei der Berufung und Abberufung des Bürgermeisters der Kreisleiter als Beauftragter der NSDAP das Verfahren. Nach Beratung mit den Gemeinderäten schlug er der zuständigen Behörde drei Bewerber vor. Zuständig war:
- für Stadtkreise mit mehr als 100.000 Einwohnern: der Reichsminister des Innern,
- für die übrigen Stadtkreise: der Reichsstatthalter;
- für die übrigen Städte: der Regierungspräsident,
- für die übrigen Gemeinden: der Landrat.

Die Position wurde in Gemeinden mit mehr als 10.000 Einwohnern hauptamtlich für zwölf Jahre besetzt und sollte – von begründeten Ausnahmefällen abgesehen – in den übrigen Gemeinden ehrenamtlich für sechs Jahre besetzt werden. Zur Vertretung des Bürgermeisters standen diesem ebenfalls berufene Beigeordnete zur Seite.

### „Gemeindevertretung“
Einen gewählten Gemeinderat (als Kollegialorgan) gab es nicht mehr. Vielmehr hatten die einzelnen Gemeinderäte „die dauernde Fühlung der Verwaltung der Gemeinde mit allen Schichten der Bürgerschaft zu sichern“. In den Städten führten die Gemeinderäte die Bezeichnung Ratsherr.
Der Bürgermeister war nicht nur berechtigt, sondern auch verpflichtet, wichtige Angelegenheiten der Gemeinde mit den Gemeinderäten zu beraten. Andererseits waren die einzelnen Räte verpflichtet, den Bürgermeister „eigenverantwortlich“ (aus eigenem Antrieb) zu beraten.  Sie hatten ein ausdrückliches Äußerungsrecht zu 13 enumerativ aufgeführten Angelegenheiten, die in der Amtlichen Begründung zu § 55 Nr. 1 als „wichtige Angelegenheiten“ bezeichnet werden. Eine Verletzung dieser dem Bürgermeister obliegenden Pflichten hat jedoch nicht zur Folge, daß dadurch eine ohne Beratung gefaßte Entschließung ungültig und daß Rechtshandlungen, die zu ihrer Durchführung vorgenommen werden, unwirksam wären. Die Beratungspflicht war jedoch nicht die einzige Verpflichtung der Räte, sie waren ferner verpflichtet den Maßnahmen des Bürgermeisters „in der Bevölkerung Verständnis zu verschaffen“ durch „stete enge Fühlung der Verwaltung mit allen Schichten der Bevölkerung“ (Propagandistische Tätigkeit bei öffentlichen Auftritten, „Stammtisch“propaganda, „Influencer“tum u. a.).
Über den "wesentlichen Inhalt" der Beratung war eine Niederschrift aufzunehmen, in der abweichende Äußerungen der Gemeinderäte aufzunehmen waren. Jeder der Räte war berechtigt, seine Auffassung zur Niederschrift zu geben. Abstimmungen fanden nicht statt.
Die Berufung der Gemeinderäte erfolgte auf sechs Jahre durch den Beauftragten der NSDAP im Benehmen (nicht im Einvernehmen) mit dem Bürgermeister. Dabei war auf „nationale Zuverlässigkeit“, Eignung und Leumund zu achten; es sollten Persönlichkeiten berücksichtigt werden, deren Wirkungskreis der Gemeinde ihre besondere Eigenart oder Bedeutung gab oder das gemeindliche Leben wesentlich beeinflusste. Ein turnusmäßiges Ausscheiden kannte die DGO nicht. Unabhängig von der Berufung der Gemeinderäte begann jedoch ihre Amtszeit mit der Ernennung. Als Ehrenbeamte unterstanden die Gemeinderäte dem Disziplinarrecht (damalige Bezeichnung: Dienststrafrecht).

## Aufsichtsbehörde
Die Aufsicht des Staates führte (beispielhaft für Preußen):
- über Stadtkreise der Regierungspräsident,
- über die übrigen Gemeinden der Landrat.

## Rechts- und Verwaltungsvorschriften zur Deutschen Gemeindeordnung
Allein die erhebliche Anzahl von Vorschriften lässt bereits auf die eindringliche Absicht der nationalsozialistischen Politiker schließen, nicht nur durch „politisch zuverlässige“ Personen (Bürgermeister, Gemeinderäte) die Durchsetzung der eigenen Ziele zu gewährleisten. Sie waren darüber hinaus auch darauf bedacht, durch ein enges Netz differenzierter (formell-)rechtlicher Regeln (Rechtsverordnungen) wie auch von Verwaltungsvorschriften (z. B. Anweisungen) Instrumente zu schaffen, um auf der unteren Ebene der Staatsorganisation, in den Gemeinden, die von ihnen für notwendig erachtete Umgestaltung des Staates erreichen zu können.
Zu den Rechtsvorschriften gehörten nicht nur die „formellen“ Rechtsregelungen in den Gesetzen und Rechtsverordnungen; die Nationalsozialisten gingen anscheinend auch davon aus, dass eine Anzahl anderer Regelwerke als Rechtsnormen anzusehen waren und damit nicht nur für die Verwaltung verbindlich waren, sondern für alle rechtsunterworfenen Einwohner und Bürger. Anders ist nicht zu erklären, dass z. B. ein „Führererlaß“ und auch andere Vorschriften, deren Rechtsnormcharakter nicht ohne weiteres erkennbar ist, im Reichsgesetzblatt veröffentlicht wurden. 

### Rechtsverordnungen zur Durchführung der Deutschen Gemeindeordnung
- Erste Verordnung zur Durchführung der Deutschen Gemeindeordnung vom 22. März 1935 (RGBl. I S. 393)
- Zweite Verordnung zur Durchführung der Deutschen Gemeindeordnung vom 25. März 1936 (RGBl. I S. 272)
- Dritte Verordnung zur Durchführung der Deutschen Gemeindeordnung vom 30. März 1937 (RGBl. I S. 428)
- Vierte Verordnung zur Durchführung der Deutschen Gemeindeordnung vom 20. August 1937 (RGBl. I S. 911)
- Fünfte Verordnung zur Durchführung der Deutschen Gemeindeordnung vom 24. November 1938 (RGBl. I S. 1665)

### Rechtsverordnungen zur Ausführung des § 118 der Deutschen Gemeindeordnung
§ 118 DGO lautet: Der Stellvertreter des Führers bestimmt, wer Beauftragter der NSDAP. im Sinne dieses Gesetzes ist.
- Verordnung zur Ausführung des § 118 der Deutschen Gemeindeordnung vom 26. März 1935 (RGBl. I S. 49)
- Zweite Verordnung zur Ausführung des § 118 der Deutschen Gemeindeordnung vom 17. Dezember 1937 (RGBl. 1938 I S. 11)
- Dritte Verordnung zur Ausführung des § 118 der Deutschen Gemeindeordnung vom 27. September 1938 (RGBl. I S. 1343)
- Vierte Verordnung zur Ausführung des § 118 der Deutschen Gemeindeordnung vom 24. November 1938 (RGBl. I S. 1757)
- Fünfte Verordnung zur Ausführung des § 118 der Deutschen Gemeindeordnung vom 23. Januar 1940 (RGBl. I S. 363)

### Fundstellen amtlicher und quasi-amtlicher Veröffentlichungen
- Amtliche Begründung zur Deutschen Gemeindeordnung, Reichsanzeiger Nr. 25–28 von 1935 (auch abgedruckt in Harry Goetz: Die Deutsche Gemeindeordnung ... Textausgabe, 9. Auflage, W. Kohlhammer Verlag, Stuttgart und Berlin 1941, S. 334–483)
- Erste Anweisung zur Ausführung der Deutschen Gemeindeordnung, Erlass des RuPrMdI vom 22. März 1935 (RMBliV 1935 Sp. 415)
- Anweisungen des Stellvertreters des Führers an die Beauftragten der NSDAP (9 Anweisungen), NS-Gemeinde, Zentralblatt der NSDAP für Gemeindepolitik (auch abgedruckt in Harry Goetz: Die Deutsche Gemeindeordnung ... Textausgabe, 9. Auflage, W. Kohlhammer Verlag, Stuttgart und Berlin 1941, S. 311–332)
  - Anweisung 1 (vgl. § 33 DGO): Allgemeine Richtlinien für die Beauftragten der NSDAP. in der Gemeinde vom 25. Juli 1935
  - Anweisung 2 (vgl. §§ 41 und 45 DGO): Mitwirkung des Beauftragten der NSDAP. bei der Berufung und Abberufung des Bürgermeisters und der Beigeordneten vom 25. Juli 1935
  - Anweisung 3 (vgl. §§ 50, 51 und 54 DGO): Die Gemeinderäte vom 25. Juli 1935
  - Anweisung 4 (vgl. 3 und 33 DGO): Die Hauptsatzung vom 25. Juli 1935
  - Anweisung 5 (vgl. §§ 21, 28 und 33 DGO): Verleihung und Aberkennung der Ehrenbürgerrechte sowie der Ehrenbürgerbezeichnung vom 25. Juli 1935
  - Anweisung Nr. 6 Frist für die Berufung der Gemeinderäte (nach 1935 zeitlich überholt)
  - Anweisung Nr. 7 Beauftragte der NSDAP. für die Ämter und Kirchspiellandgemeinden vom 22. August 1935
  - Anweisung Nr. 8 Verfahren der Berufung von Angehörigen der SS., SA., NSKK., in Ehrenämter in der Gemeinde
  - Anweisung Nr. 9 (RdErl. d. RuPrMdF vom 15. Juli 1936): Abberufung von Bürgermeistern

### Fundstellen amtlicher und quasi-amtlicher Veröffentlichungen zum Sechsten Teil der Deutschen Gemeindeordnung
Der Sechste Teil der DGO (§§ 60–105) enthält die Vorschriften zum Gemeindewirtschaftsrecht, und zwar im 1. Abschnitt zum Gemeindevermögen, im 2. Abschnitt zur Wirtschaftlichen Betätigung der Gemeinde, im 3. Abschnitt zu den Schulden, im 4. Abschnitt zum Haushalt und im 5. Abschnitt zum Kassen-, Rechnungs- und Prüfungswesen.
- Vorläufige Ausführungsanweisung zum Sechsten Teil der Deutschen Gemeindeordnung vom 22. März 1935 (RdErl. des RuPrMdI. im RMBliV 1935 Sp. 475)
- Zweite Vorläufige Ausführungsanweisung zum Sechsten Teil der Deutschen Gemeindeordnung vom 17. Juni 1935 (RdErl. des RuPrMdI. im RMBliV 1935 Sp. 801)
  - Ausführungsanweisung zur Zweiten Verordnung zur Durchführung der Deutschen Gemeindeordnung vom 25. März 1936, RdErl. des RuPrMdI. vom 31. März 1937 (RMBliV 1937 Sp. 517)
  - Ausführungsanweisung zur Vierten Verordnung zur Durchführung der Deutschen Gemeindeordnung vom 20. August 1937 (RGBl. I S. 911); RdErl. des RuPrMdI. vom 5. Februar 1938 (RMBliV 1938 Sp. 237)
  - Ausführungsanweisung zur Fünften Verordnung zur Durchführung der Deutschen Gemeindeordnung vom 24. November 1938, RdErl. des RuPrMdI. vom 3. April 1939 (RMBliV 1939 Sp. 795)
- Rücklagenverordnung vom 5. Mai 1936 (RGBl. I S. 435)
  - Ausführungsanweisung zur Rücklagenverordnung vom 5. Mai 1936, RdErl. des RuPrMdI. und des RFM vom 17. Dezember 1936 (RMBliV 1936 Sp. 1647)
- Verordnung über die Aufstellung und Ausführung des Haushaltsplans der Gemeinden (GemHVO.) vom 4. September 1937 (RGBl. I S. 921)
  - Ausführungsanweisung zur Gemeindehaushaltsverordnung, RdErl. des RuPrMdI. vom 10. Dezember 1937 (RMBliV 1937 Sp. 1899)
- Verordnung über das Kassen- und Rechnungswesen der Gemeinden (K. u. RVO.) vom 2. November 1938 (RGBl. I S. 1583)
  - Ausführungsanweisung zur Kassen- und Rechnungsverordnung 1. März 1939 (RMBliV 1937 Sp. 441)
- Eigenbetriebsverordnung vom 21. November 1938 (RGBl. I S. 1650)
  - Ausführungsanweisung zur Eigenbetriebsverordnung, RdErl. des RuPrMdI. vom 22. März 1939 (RMBliV 1939 Sp. 633)

### Unmittelbar vor und nach Beginn des II. Weltkriegs erlassene Rechts- und Verwaltungsvorschriften
- Erlaß des Führers und Reichskanzlers über die Vereinfachung der Verwaltung vom 28. August 1939 (RGBl. I S. 1535)
  - Vereinfachung der Verwaltung im gemeindlichen Bereich. RdErl. des RuPrMdI. vom 30. August 1939 (RMBliV 1939 Sp. 1811)
  - Vereinfachung der Verwaltung im gemeindlichen Bereich. RdErl. des RuPrMdI. vom 12. Februar 1940 (RMBliV 1939 Sp. 289 und 290)
  - Handhabung der Vorschrift des § 45 DGO RdErl. des RMdI. vom 26. Juni 1940 (RMBliV 1940 Sp. 1260)
  - Aufwandsentschädigung der ehrenamtlichen Bürgermeister RdErl. des RMdI. vom 10. Juli 1940 (RMBliV 1940 Sp. 1455)
  - Abdruck amtlicher Bekanntmachungen und Hinweise in den Tageszeitungen sowie Zusammenarbeit der Behörden, Gemeinden und Gemeindeverbände mit der Tagespresse RdErl. des RMdI. vom 20. September 1940 (RMBliV 1940 Sp. 1826)
- Verordnung zur Einführung gemeinderechtlicher Vorschriften in den Gebieten von Eupen, Malmedy und Moresnet vom 23. September 1940 (RGBl. I S. 1301)